# Volzjsk
Volzjsk (ryska: Волжск, mariska: Юлсер-Ола, Julser-Ola) är en stad i Marij El, en delrepublik i Ryssland, och har cirka 54 000 invånare (2018).